# Estavayer
Pour les articles homonymes, voir Estavayer (homonymie).
Estavayer est une commune suisse du canton de Fribourg, située dans le district de la Broye.

## Géographie
Estavayer est limitrophe de Châtillon, Cheyres-Châbles, Cugy, Les Montets, Lully, Nuvilly et Sévaz dans le canton de Fribourg ainsi que Champtauroz, Chavannes-le-Chêne, Chevroux, Démoret, Grandcour, Montanaire, Payerne, Treytorrens Yverdon-les-Bains et Valbroye dans le canton de Vaud.

## Localités
Estavayer comprend les localités suivantes avec leur code postal et leur ancienne commune avant la fusion : 
| Localité         | NPA  | Ancienne commune |
| ---------------- | ---- | ---------------- |
| Autavaux         | 1475 | Vernay           |
| Bussy            | 1541 | Bussy            |
| Estavayer-le-Lac | 1470 | Estavayer-le-Lac |
| Font             | 1473 | Estavayer-le-Lac |
| Forel            | 1475 | Vernay           |
| Franex           | 1489 | Murist           |
| La Vounaise      | 1489 | Murist           |
| Montborget       | 1489 | Murist           |
| Montbrelloz      | 1475 | Vernay           |
| Morens           | 1541 | Morens           |
| Murist           | 1489 | Murist           |
| Rueyres-les-Prés | 1542 | Rueyres-les-Prés |
| Vuissens         | 1486 | Vuissens         |

La commune comprend également les hameaux de Mussillens et Les Planches qui faisaient partie respectivement des anciennes communes de Font et de Forel.

## Population et société

### Gentilé
Les habitants de la commune se nomment les Staviacois.

## Histoire

Photo aérienne prise à 500 m par Walter Mittelholzer (1919)

La commune voit le jour le 1er janvier 2017, à la suite de la fusion des anciennes communes de Bussy, Estavayer-le-Lac, Morens, Murist, Rueyres-les-Prés, Vernay et Vuissens.